# أزوريت
الأزوريت أو اللَّازَوَرْد هو معدن نحاسي ذو لون أزرق داكن، تنتجه عوامل التجوية في رواسب خام النحاس. سُمي بذلك نسبةً إلى لونه الأزرق المميز، صيغته الكيميائية هي Cu3 (OH)2 (CO3)2. وتبلغ نسبة أكسيد النحاس الثنائي 69,24% ونسبة ثاني أكسيد الكربون 25,53% ونسبة الماء 5,23%.

## الوصف
يتبلور المعدن في فصيلة أحادي الميل نظام المنشور، ويتبع المجموعة الفراغية (C، P2) وتبلغ أبعاد الخلية بالانجستروم أ = 4,97، ب = 5,84 جـ = 10,29، البلورات عادة ذات هيئة مركبة وغير كاملة التبلور، كما يوجد المعدن في هيئة مجموعات كروية. الأزوريت معدن ثانوي من معادن النحاس ويوجد مرتبطاً مع الصخور الكلسية وترسبات الكبريتدات، ويتكون عموماً تحت ظروف درجات حرارة أقل من تلك اللازمة لتكوين معدن المالاكيت.
لونه أزرق فاقع، والبريق زجاجي شفاف أو نصف شفاف، المخدش أزرق فاتح، وصلادته = 3,5 – 4. الانفصام غير كامل (100)، المكسر محاري، ووزنه النوعي 377.

### التواجد والاستخراج
بالإمكان الحصول على الأزوريت صناعياً بالتسخين الهادئ لمحاليل نترات النحاس أو كبريتات النحاس مع كربونات الكالسيوم في أنبوبة مغلقة. ويتم الحصول على المعدن من منطقة شيزي قرب ليون في فرنسا، وتسومب في ناميبيا، وفي سردينيا، ولوريوم في اليونان، وأريزونا في الولايات المتحدة.

## الاستخدام
الأزوريت ليس مفيداً بشكلٍ عام لعدم استقراره في الهواء، لكنه كان يُستخدم كصبغة زرقاء بعد حكه في العصور القديمة، ويُستخدم حالياً لأغراض الزينة.

## معرض الصور

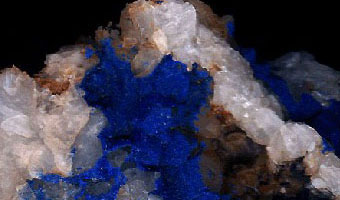
أزوريت في سلوفاكيا
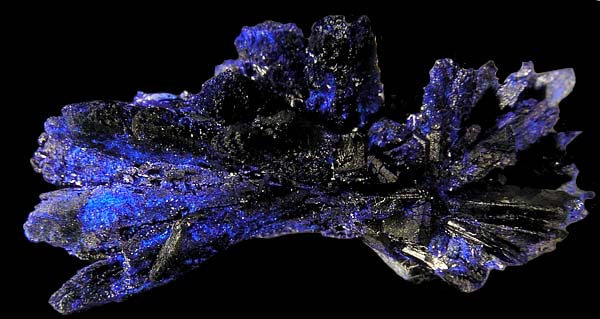
أزوريت في المغرب
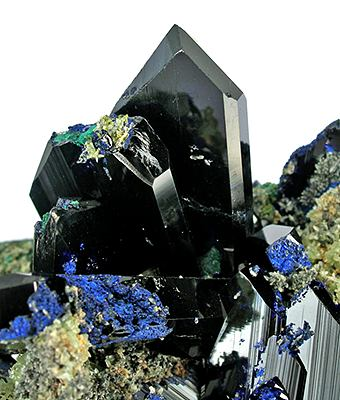
أزوريت في نامبيا